# Enrique Brenner Duarte
Enrique Brenner Duarte (La Serena, 14 de julio de 1886 - Iquique, 26 de abril de 1955) fue un profesor y político liberal chileno. Hijo de Raúl Brenner y Teresa Duarte. Nieto de un inmigrante de Hamburgo.
Educado en el Liceo de La Serena y en la Escuela Normal de Preceptores de Antofagasta, donde egresó como Profesor de Ciencias. Hizo clases en varias escuelas de Antofagasta y de Iquique.
Formó parte del Club Deportivo Yungay, el que ayudó a fundar en 1907.
Miembro del Partido Radical. 
Alcalde de la Municipalidad de Iquique (1927-1929). Durante su administración presidió la comisión fundadora de la Asociación de Fútbol de Iquique. Además, aconsejó al gobierno de Carlos Ibáñez del Campo para que construyera un proyecto ferroviario a Bolivia, con un proyecto de Carlos Harms Espejo. Modernizó también el puerto de embarque.